# Loren Bouchard
Loren Hal Bouchard (New York, 10 ottobre 1969) è un animatore, scrittore, produttore televisivo, regista e compositore statunitense.
È noto per essere il creatore di varie serie animate per adulti tra cui Bob's Burgers, Lucy, the Daughter of the Devil e Central Park. Inoltre è il co-creatore di Home Movies insieme a Brendon Small, oltre a lavorare come produttore esecutivo per The Great North.

## Biografia
Bouchard è nato a New York da madre ebrea e padre cattolico. È cresciuto a Medford, nel Massachusetts.

### Carriera
Finito il liceo, Bouchard, nel 1993, stava lavorando come barista quando incontrò un ex insegnante della sua scuola elementare, Tom Snyder. Snyder gli chiese se stesse ancora disegnando, quindi gli offrì la possibilità di lavorare su alcuni cortometraggi di animazione che Snyder stava già facendo. I primi episodi sviluppati da Loren furono quelli del Dr. Katz, Professional Therapist, serie che vede la partecipazione di Snyder, Jonathan Katz e H. Jon Benjamin. Dr. Katz, intanto, andò avanti per altre sei stagioni, fino al 2000. Loren è stato produttore anche di Science Court, altra serie di animazione realizzata dalla Soup2Nuts.
Verso la fine di Dr. Katz, Loren e Brendon Small creano un nuovo cartone per la rete UPN, Home Movies. Questa serie in seguito è stata ripresa da Adult Swim dopo la cancellazione dalla rete originale dopo cinque episodi.
Dopo la conclusione di Home Movies nel 2004, Loren creò Lucy, the Daughter of the Devil. Il primo episodio fu trasmesso il 30 ottobre 2005, ma fu nel settembre 2007 che il cartone debuttò come serie di Adult Swim. Loren è stato produttore consulente di The Ricky Gervais Show della HBO.

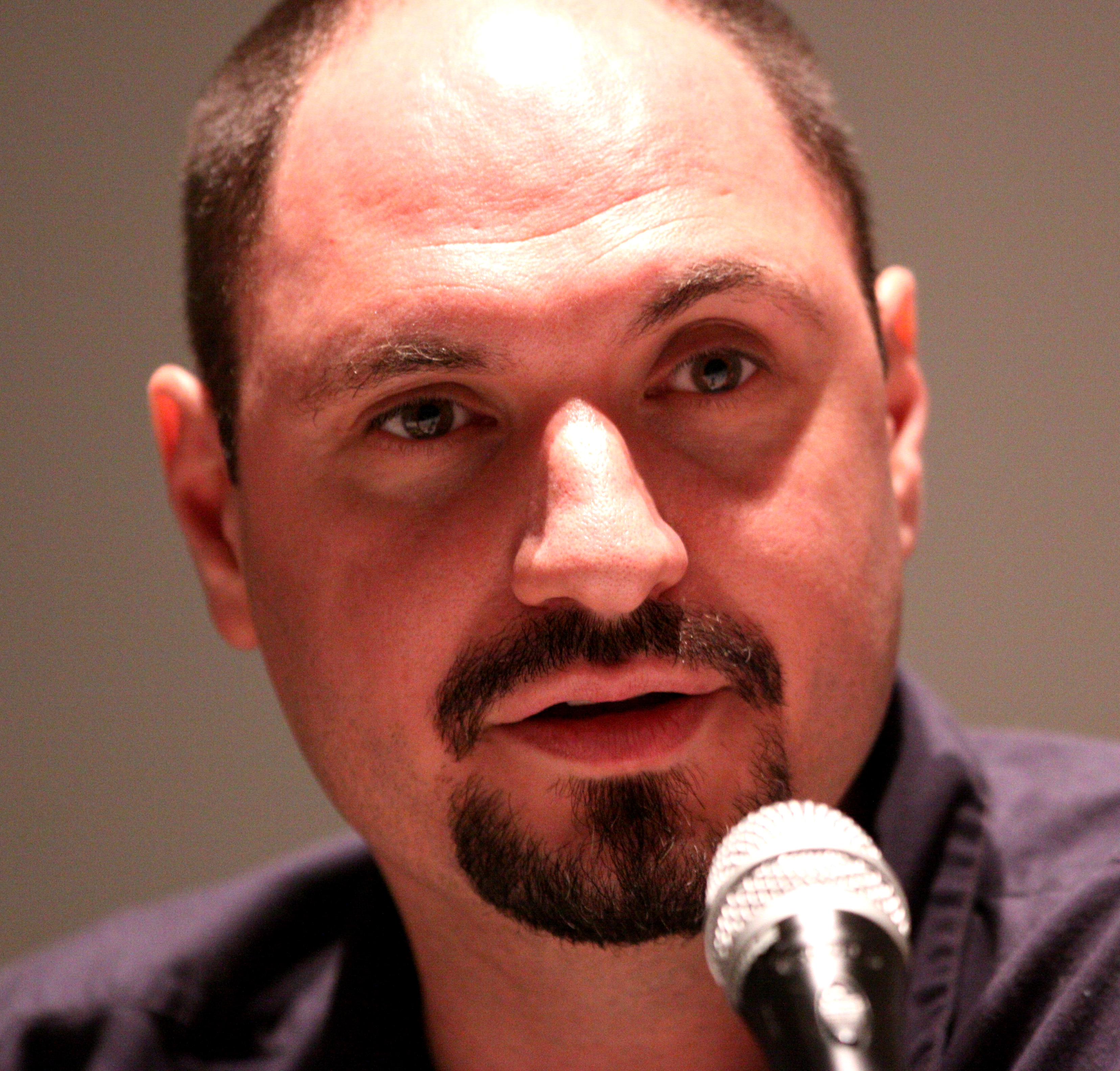
Loren Bouchard al San Diego Comic-Con International nel 2010

Nel 2009, Bouchard si è unito allo scrittore e produttore di King of the Hill, Jim Dauterive, per sviluppare la serie animata Bob's Burgers. Bouchard è cresciuto in una famiglia della classe operaia piena di "colletti blu creativi" e ha creato Bob's Burgers poiché non vedeva quel tipo di vita rappresentato in TV. Nel 2010, la Fox ha inserito la serie in prima serata per la stagione televisiva 2010-11. Un'anteprima speciale è andata in onda il Giorno del ringraziamento il 25 novembre 2010. Quando la serie è stata presentata per la prima volta, ha ricevuto recensioni contrastanti con un punteggio di 54 su 100 su Metacritic. Tuttavia, con il progredire della serie e l'inizio della seconda stagione, i critici hanno iniziato a elogiare la serie. Bob's Burgers è ritenuto un successore spirituale di King of the Hill, che poneva meno enfasi sulla commedia scioccante e si concentrava maggiormente sull'umorismo dei personaggi. Un adattamento cinematografico basato sulla serie è stato distribuito dal 27 maggio 2022 e rappresenta il debutto alla regia di un lungometraggio per Bouchard.

## Vita privata
Loren vive a San Francisco con la moglie Holly Kretschmar. La coppia si sposò il 6 settembre 2006 e ha due figli.

## Filmografia

### Sceneggiatore
- Dr. Katz, Professional Therapist – serie animata, 31 episodi (1998-2002)
- Home Movies – serie animata, 52 episodi (1999-2004)
- Saddle Rash, regia di Loren Bouchard (2002)
- Lucy, the Daughter of the Devil – serie animata, 11 episodi (2005-2007)
- Bob's Burgers – serie animata, 5 episodi (2011-2013)
- Central Park – serie animata, 1 episodio (2020)
- Bob's Burgers - Il film, regia di Loren Bouchard e Bernard Derriman (2021)

### Produttore
- Dr. Katz, Professional Therapist – serie animata, 74 episodi (1995-2002)
- Science Court – serie animata, 6 episodi (1997-1999)
- Home Movies – serie animata, 1 episodio (1999)
- Lucy, the Daughter of the Devil – serie animata, 1 episodio (2005)
- Bob's Burgers - Il film, regia di Loren Bouchard e Bernard Derriman (2021)

### Regista
- Science Court – serie animata, 6 episodi (1997-1999)
- Saddle Rash, regia di Loren Bouchard (2002)
- Home Movies – serie animata, 52 episodi (1999-2004)
- Lucy, the Daughter of the Devil – serie animata, 11 episodi (2005-2007)
- Bob's Burgers - Il film, regia di Loren Bouchard e Bernard Derriman (2021)

### Doppiatore
- Home Movies – serie animata, 2 episodi (2001-2002)
- Lucy, the Daughter of the Devil – serie animata, 1 episodio (2005)
- Quella scimmia del mio amico (My Gym Partner's a Monkey) – serie animata, 1 episodio (2007)
- Central Park – serie animata, 1 episodio (2020)
- Bob's Burgers – serie animata, 1 episodio (2021)
- Bob's Burgers - Il film, regia di Loren Bouchard e Bernard Derriman (2021)

## Premi e riconoscimenti
CableACE Awards
- 1995 - Nomination alla miglior sceneggiatura per una serie commedia per Dr. Katz, Professional Therapist
- 1995 - Miglior programmazione per uno special o serie animata per Dr. Katz, Professional Therapist

Primetime Emmy Awards
- 2012 - Nomination al miglior programma animato di durata inferiore a un'ora per Bob's Burgers
- 2013 - Nomination al miglior programma animato di durata inferiore a un'ora per Bob's Burgers
- 2014 - Miglior programma animato di durata inferiore a un'ora per Bob's Burgers
- 2015 - Nomination al miglior programma animato di durata inferiore a un'ora per Bob's Burgers
- 2016 - Nomination al miglior programma animato di durata inferiore a un'ora per Bob's Burgers
- 2017 - Miglior programma animato di durata inferiore a un'ora per Bob's Burgers

Annie Awards
- 2017 - Nomination alla miglior realizzazione musicale in una produzione animata televisiva/trasmissione per Bob's Burgers